# Cierges-sous-Montfaucon
Cierges-sous-Montfaucon ist eine französische Gemeinde mit 45 Einwohnern (Stand: 1. Januar 2022) im Département Meuse in der Region Grand Est (vor 2016: Lothringen). Die Gemeinde gehört zum Arrondissement Verdun, zum Kanton Clermont-en-Argonne (bis 2015: Kanton Montfaucon-d’Argonne) und zum Gemeindeverband Argonne-Meuse. 

## Geographie
Cierges-sous-Montfaucon liegt etwa 36 Kilometer nordwestlich von Verdun am Fluss Andon.
Umgeben wird Cierges-sous-Montfaucon von den Nachbargemeinden Romagne-sous-Montfaucon im Norden, Cunel im Nordosten, Nantillois im Osten, Épinonville im Süden, Exermont im Südwesten sowie Gesnes-en-Argonne im Westen und Nordwesten.

## Bevölkerungsentwicklung
| Jahr                      | 1962 | 1968 | 1975 | 1982 | 1990 | 1999 | 2006 | 2011 | 2016 |
| Einwohner                 | 108  | 76   | 76   | 78   | 64   | 53   | 38   | 59   | 55   |
| Quelle: Cassini und INSEE |      |      |      |      |      |      |      |      |      |

## Sehenswürdigkeiten
- Kirche Saint-Martin, um 1850 erbaut